# Stromateus fiatola
Stromateus fiatola és una espècie de peix marí pertanyent a la família dels estromatèids i a l'ordre dels perciformes.

## Descripció
El seu cos (ovalat, alt i força comprimit) fa 50 cm de llargària màxima (tot i que la seua mida més normal és de 40) i és de color blau a marronós amb taques més fosques al dors, mentre que la zona ventral varia entre argent i blanquinós. 42-50 radis tous a l'única aleta dorsal, 33-38 a l'anal i 21-25 a les pectorals. Absència d'aleta adiposa. Línia lateral contínua i amb 120 escates. 15 branquiespines. Cap petit, musell arrodonit i boca petita. Els joves presenten franges verticals al cos i petites aletes pèlviques negres.

## Reproducció
És externa i els progenitors no protegeixen ni els ous ni els alevins.

## Alimentació
Menja peixets, zooplàncton i meduses, i el seu nivell tròfic és de 3,91.

## Hàbitat i distribució geogràfica
És un peix marí, bentopelàgic (entre 10 i 70 m de fondària) i de clima subtropical (48°N-34°S, 18°W-36°E), el qual forma grans moles sobre les plataformes continentals de l'Atlàntic oriental: des de les mars Cantàbrica -on és poc freqüent- i Mediterrània fins al Cap de Bona Esperança a Sud-àfrica, incloent-hi Albània, Grècia, la mar Egea, Malta, Eslovènia, Itàlia, Mònaco, França, l'Estat espanyol, la mar Catalana, Gibraltar, Turquia, Xipre, Síria, el Líban, Israel, Egipte, Líbia, Tunísia, Algèria, el Marroc, el corrent de Canàries, el corrent de Guinea, Mauritània, Cap Verd, Guinea Bissau, Guinea, la Costa d'Ivori -com ara, la llacuna Ébrié-, el Gabon, Angola, el corrent de Benguela i Namíbia.

## Observacions
És inofensiu per als humans, el seu índex de vulnerabilitat és moderat (38 de 100) i els joves viuen sovint associats amb meduses pelàgiques.